# Turisti
Turisti è il terzo album in studio del cantante italiano Avincola, pubblicato il 26 febbraio 2021.

## Tracce
1. Goal!
2. Un Rider
3. Ti fidi?
4. Un gelato verde
5. Limone
6. Stanco
7. Miami a fregene
8. Roma est
9. Turisti
10. Tra poco
11. Faceva freddo